# Desperate Trails (film fra 1921)
Desperate Trails er en amerikansk stumfilm fra 1921 af John Ford.

## Medvirkende
- Harry Carey som Bart Carson
- Irene Rich som Mrs. Walker
- George E. Stone som Dannie Boy
- Helen Field som Carrie
- Edward Coxen som Walter A. Walker
- Barbara La Marr som Lou
- George Siegmann som Price
- Charles Inslee som Doc Higgins